# Валя-Кочешть
Валя-Кочешть, Валя-Кочешті (рум. Valea Cocești) — село у повіті Алба в Румунії. Входить до складу комуни Могош.
Село розташоване на відстані 301 км на північний захід від Бухареста, 33 км на північний захід від Алба-Юлії, 58 км на південний захід від Клуж-Напоки.

## Населення
За даними перепису населення 2002 року у селі проживали 39 осіб, з них 38 осіб (97,4%) румунів. Усі жителі села рідною мовою назвали румунську.